# Fátima Rouchdi
Fátima Rushdi (1908-1996) foi uma atriz, cantora, diretora e produtora egípcia, uma das pioneiras do cinema egípcio.

## Biografia
Nascida em Alexandria, Fátima Rushdi mudou-se para o Cairo aos 14 anos para se tornar atriz. Sem nenhum treinamento formal e falando apenas árabe, ela começou sua própria trupe teatral em 1926 e viajou por todo o norte da África. O diretor de teatro `Aziz `Id se apaixonou por ela e permitiu que ela aprendesse a ler e escrever. Ela ficou conhecida como a "Bernhardt do Oriente" por reprisar muitos dos papéis famosos de Sarah Bernhardt, incluindo Mark Anthony em Júlio César.

## Carreira
No final da década de 1920, Rushdi fez turnês de atuação no exterior. Ela atuou em Beirute, Jaffa, Haifa, Latakia, Bagdá e na Tunísia e Argélia. Ela também embarcou para a América do Sul e atuou em Santos, São Paulo, Rio de Janeiro, e Buenos Aires.
Sua primeira aparição no cinema foi em Faji`a Fawq Al-Haram, de Ibrahim Lama, em 1928. Em 1933, dirigiu seu primeiro e único filme, al-Zarwaj, que estreou em Paris. Nenhuma cópia sobrevivente é conhecida e, em suas memórias de 1970, ela afirmou ter queimado o filme completo. No filme, ela estrelou como uma mulher empurrada para um casamento infeliz por seu pai, que morre tragicamente no final.
Ela atuou em vários filmes de Kamal Selim, incluindo o filme realista The Will al-`Azima (1939), onde interpretou uma jovem da classe trabalhadora que se apaixona pelo filho do vizinho. Sua última aparição na tela foi em 1955, em um papel secundário em Da`uni A`ish / Let Me Live de Ahmad Diya` al-Din.
Na década de 1960, Rushdi organizou um salão para cineastas e estudantes do Cairo Higher Institute for Drama Studies.